# Barallete
El barallete es un argot utilizado por los afiladores, paragüeros y músicos de la provincia de Orense, en Galicia.

## Ejemplo
Un ejemplo de barallete: 
Habia que chusar anque oretee ou axa barruxo, porque facía falta zurro, que Sanqueico nono da de balde. BAR
Había que traballar aínda que chova ou haxa lama, porque facían falta cartos, que Deus non os dá de balde. GAL
"Había que trabajar aunque lloviese o hubiese barro, porque hacía falta dinero, y Dios no lo regala. ES
"Ainda que che pilde na garlea non intervas nexo"
Castellano:
Aún que te cague en la boca no te enteras de nada